# カービィのきらきらきっず
『カービィのきらきらきっず』は、1997年1月25日に任天堂よりゲームボーイ用ソフトとして発売された落ち物パズル。スーパーファミコン用ソフトは1998年2月1日にニンテンドウパワーで書き換えがスタートし、1999年6月25日にROMカセット版が発売された。HAL研究所と任天堂の共同開発である。欧米ではゲームボーイ版がKirby's Star Stackerとして発売された(スーパーファミコン版は欧米では未発売)。

## ゲーム内容
「リック」、「カイン」、「クー」のブロックは、同じ種類のブロックを隣り合わせにすると消すことが出来る。この隣り合わせの間に、星の描かれた「星ブロック」を間に挟み込むことで、星ブロックも一緒に消す（星を取る）ことが出来る。
星ブロックと同様に挟めるブロックとして、消すと横一列のブロックを消去する爆弾ブロック、消すと星ブロックに変わる岩ブロックがある。
2回以上連鎖が成立した上で連鎖が終了すると、画面上から「きらきらぼし」が落ちる。このきらきらぼしは「接地した瞬間だけ」星ブロックと同じ扱いになり、上記のようにブロックで挟み込めれば再度連鎖が可能（再連鎖が終了すると、再びきらきらぼしが落下する）。なお、連鎖に使われなかったきらきらぼしは消えてしまう。このきらきらぼしは、連鎖一時終了時の連鎖数が多ければ多いほど、多く落下する（2連鎖で2、3連鎖で4、4連鎖で5、5連鎖で6（横一列全枠）、6連鎖以上で12）。
一定時間が経過すると、画面下からブロックがせり上がる。画面中央2列のブロック投下ポイントまでブロックが埋まるとゲームオーバー。たいせんゲームやおはなしゲームでは、連鎖に応じて相手のフィールドのブロックを強制的にせり上がらせることができる。
SFC版では連鎖によってカービィが相手を攻撃するとき、『3』の最終決戦で登場したラブラブステッキを使用する。ゲーム時間を計るキャラの名前は「チクタクJr.」である、「Mr.チクタク」との関係は明かされていない。

### ゲームモード
GB版では「ラウンドクリアゲーム」「たいせんゲーム」「チャレンジゲーム」「タイムアタックゲーム」の4種類のゲームモードがあり、SFC版では新たに「おはなしゲーム」が追加された。
おはなしモードを除いた各モードの難易度は「ふつう」、「たいへん」、「すごい」、そして隠し難易度である「めちゃすご」の4段階がある。また、GB版では「ふつう」よりもより低い「やさしい」が存在する。
ラウンドクリアゲーム
いわゆるステージクリアモード。各ステージごとにブロックの初期配置と獲得すべき星の数が定められており、定められた数の星を獲得するとステージクリアとなる。
おはなしゲーム
SFC版のみのゲームモード。ストーリーにそって、コンピュータ相手に対戦を行う。条件を満たすと、ブロック落下や消去が行われる時間など、全体的な動作が高速化した「プロモード」が出現する。
たいせんゲーム
通信ケーブルを使用して、同じソフトを持っている人どうしで2人対戦を行うモード。SFC版ではプレイヤー同士の対戦記録がセーブされる。
チャレンジゲーム
ゲームオーバーになるまでひたすらプレイを続け、獲得した星の数を競うモード。時間が経つとブロックの落下速度が速くなっていく（9999個でカンストとなり、SFC版では強制的にゲーム終了となる）。
タイムアタックゲーム
制限時間3分以内で獲得した星の数を競うモード。タイムアップになっても現在落下しているブロックの操作は有効であり、連鎖が終了するまで星の獲得数は継続してカウントされる。

## ストーリー（おはなしゲーム）
宇宙を旅している星くんを見つけたデデデ大王は、大砲を撃って星くんをバラバラにしてしまう。カービィの寝床に不時着した星くんは、そのままでは空を飛べずに帰れないという事情を説明。カービィとリック、カイン、クーの4人は、星くんのかけらを集める事を決意。かけらを保持している人々とデデデ大王に戦いを挑む。

## 対戦相手（おはなしゲーム）
対戦相手は以下の通り。
ワドルディ
詳細は当該項目を参照。
ポピーブロスJr.
詳細は当該項目を参照。
ラブリー
星のカービィ スーパーデラックスで登場した花のキャラクター。
ナックルジョー
詳細は当該項目を参照。
コックカワサキ
詳細は当該項目を参照。
メタナイト
詳細は当該項目を参照。
デデデ大王
表向きのラストボス。詳細は当該項目を参照。
グリル
真のラストボス。条件を満たしていればエンディングで現れ、カービィの強さを確かめるべく勝負を挑んでくる。星ブロックが付いている黄色紫の縞模様の帽子を被り、赤い靴を履いている。シュガー、ソルト、ペッパーを連れている。一人称は「ボクちん」。隠しボスであるが、パッケージに描かれている。そのイラストでは黒目だが、ゲーム中は水色か黄緑になっている。

## 移植版
| No. | タイトル                                      | 発売日                                    | 対応機種           | 開発元     | 発売元 | メディア                              | 備考                                                    | 出典              |
| --- | --------------------------------------------- | ----------------------------------------- | ------------------ | ---------- | ------ | ------------------------------------- | ------------------------------------------------------- | ----------------- |
| 1   | カービィのきらきらきっず                      | 2010年1月5日                              | Wii                | ハル研究所 | 任天堂 | ダウンロード （バーチャルコンソール） | スーパーファミコン版の移植                              | [ 1 ]             |
| 2   | カービィのきらきらきっず Kirby's Star Stacker | 2012年5月23日 2012年8月30日 2013年1月17日 | ニンテンドー3DS    | ハル研究所 | 任天堂 | ダウンロード （バーチャルコンソール） | ゲームボーイ版の移植                                    | [ 2 ]             |
| 3   | カービィのきらきらきっず                      | 2013年5月8日                              | Wii U              | ハル研究所 | 任天堂 | ダウンロード （バーチャルコンソール） | スーパーファミコン版の移植                              | [ 3 ]             |
| 4   | カービィのきらきらきっず                      | 2016年11月28日                            | Newニンテンドー3DS | ハル研究所 | 任天堂 | ダウンロード （バーチャルコンソール） | スーパーファミコン版の移植                              | [ 4 ] [ 5 ]       |
| 5   | スーパーファミコン Nintendo Classics          | 2022年7月22日 2023年9月6日                | Nintendo Switch    | 任天堂     | 任天堂 | ダウンロード                          | スーパーファミコン版の移植 海外でも日本版をそのまま配信 | [ 6 ] [ 7 ] [ 8 ] |
| 6   | ゲームボーイ Nintendo Switch Online           | 2025年5月23日                             | Nintendo Switch    | 任天堂     | 任天堂 | ダウンロード                          | ゲームボーイ版の移植                                    | [ 9 ] [ 10 ]      |

## 音楽
サウンドトラック
GB版のBGMを収録したサウンドトラック『カービィのきらきらきっず Original CD Masters』が徳間ジャパンコミュニケーションズより発売されている。
- 1997年10月22日発売
- TKCA-71255
- 全28曲収録

## スタッフ
スーパーファミコン版
- ディレクター：山上仁志
- チーフ・プログラマー：迫田勝弘
- プログラマー：永島康行、菅浩秋
- チーフ・デザイナー：小澤和
- デザイナー：橋口茂、高橋道子、佐野伸也、橋倉正
- 音楽：石川淳、安藤浩和
- イラストレーター：能登谷哲也
- スペシャル・サンクス：石田聡、帯金千恵子、原田貴裕、スーパーマリオクラブ、HALデバッグチーム
- プロジェクト・マネージャー：倉岡龍樹
- プロデューサー：菅浩秋
- チーフ・プロデューサー：岩田聡
- ゼネラル・マネージャー：出石武宏
- エグゼクティブ・プロデューサー：山内溥

## 評価
ゲームボーイ版
ゲーム誌『ファミ通』の「クロスレビュー」では合計24点（満40点）、『ファミリーコンピュータMagazine』の読者投票による「ゲーム通信簿」での評価は以下の通り、22.9点（満30点）となっている。
| 項目 | キャラクタ | 音楽 | お買い得度 | 操作性 | 熱中度 | オリジナリティ | 総合 |
| 得点 | 4.3        | 3.6  | 3.8        | 3.9    | 3.8    | 3.7            | 22.9 |